# Vicepresidente de Cantabria
El vicepresidente de Cantabria es, cuando existe, la segunda figura estatutaria más importante del Gobierno de Cantabria, si bien la actual presidenta, María José Sáenz de Buruaga, no ha nombrado titular. El vicepresidente asume competencias, tanto ejecutivas como de representación, que le delegue el presidente y las que le correspondan como consejero del Gobierno en caso de asumir la titularidad de una consejería.
Al igual que la presidencia de Cantabria, la vicepresidencia tiene su antecesora directa en la vicepresidencia de la Diputación Provincial de Santander. Actualmente, el Estatuto únicamente prevé la existencia de una vicepresidencia, aunque la Ley del Gobierno prevé la posibilidad de más de una. Igualmente, su existencia depende de la voluntad del presidente, quien puede nombrar un vicepresidente o simplemente delegar en uno de sus Consejeros de Gobierno. Actualmente, el cargo está vacante.

## Elección
El vicepresidente es elegido y separado libremente por el presidente de Cantabria.
De acuerdo con la Ley del Gobierno de Cantabria, a diferencia del presidente, el vicepresidente no necesita ser diputado del Parlamento de Cantabria para ser elegido, si bien debe comunicárselo.

## Funciones actuales

### Funciones como vicepresidente
1. Asumir la presidencia interina de Cantabria cuando el presidente se encuentre enfermo; ausente; impedido temporalmente; haya perdido la condición de Diputado; el Parlamento lo inhabilite por reconocerle una notoria y manifiesta incapacidad física o mental; recaiga una condena penal firme que lleve aparejada la inhabilitación temporal o definitiva para el desempeño de cargo público; o, por su fallecimiento.
2. Ejercer las competencias que le atribuya o, en su caso, le delegue el presidente del Gobierno de Cantabria, además de las funciones que le sean atribuidas normativamente. Ejerce, además, la Vicepresidencia del Consejo de Gobierno, supliendo al Presidente en caso de ausencia de este.

### Funciones como consejero
Si el presidente le otorga una Consejería:
1. Ostentar la representación de la Consejería.
2. Ejecutar, en el ámbito de su Consejería, la política establecida por el Gobierno
3. Ejercer la iniciativa, dirección, gestión e inspección de todos los servicios de la Consejería respectiva, así como de las entidades vinculadas o dependientes de la misma, sin perjuicio de las competencias que estén atribuidas a otros órganos.
4. Proponer al Gobierno, para su aprobación, anteproyectos de ley, proyectos de decretos y resoluciones sobre las materias propias de su Consejería.
5. Formular el anteproyecto de presupuestos de su respectiva Consejería.
6. Ejercer la potestad reglamentaria y la función ejecutiva en las materias propias de su Consejería.
7. Formular al Gobierno la propuesta de nombramiento y cese de los altos cargos dependientes de su Consejería.
8. Resolver los recursos y reclamaciones que les correspondan.
9. Resolver los conflictos de atribuciones que surjan entre órganos directivos de su Consejería y suscitarlos con otras Consejerías.
10. Autorizar o disponer los gastos de gestión y ejecución presupuestaria, así como reconocer obligaciones de su Consejería, en los términos previstos legalmente.
11. Firmar los protocolos y convenios que se celebren para el fomento de actividades de interés público en los supuestos en los que sean expresa y previamente facultados por el Gobierno.
12. Autorizar y firmar los convenios por los que se articulan subvenciones nominativas en los términos previstos en la legislación de subvenciones.
13. Formalizar los contratos relativos a materias propias de su competencia.
14. Firmar, junto con el Presidente, los decretos por él propuestos.
15. Proponer al Gobierno la aprobación de la estructura orgánica de su Consejería.
16. Proponer al Gobierno la declaración de urgencia en materia de expropiación forzosa.

## Gabinete
Como órgano de apoyo político y técnico al Vicepresidente existe un Gabinete, que asume tareas de confianza y asesoramiento especial y presta su apoyo al vicepresidente en el desarrollo de su labor política, en el cumplimiento de las tareas de carácter parlamentario y en sus relaciones con las instituciones y la organización administrativa.

## Listado de vicepresidentes

### Antecedente histórico: vicepresidentes del Consejo Interprovincial de Santander, Palencia y Burgos
Entre enero y agosto de 1937, durante la guerra civil española, el Gobierno de España permitió al actual territorio de Cantabria y algunos municipios ubicados en norte de Palencia y Burgos organizarse autónomamente como Consejo Interprovincial debido a las circunstancias bélicas. Este ejecutivo, presidido por Juan Ruiz Olazarán (PSOE), puede ser considerado de algún modo un precedente de la autonomía cántabra. Durante toda su existencia, Alfonso Orallo (FOM) fue el vicepresidente primero y Vicente del Solar (CNT) se hizo cargo de la vicepresidencia segunda.
| Legislatura                | Gobierno | Vicepresidente del Consejo Mandato | Vicepresidente del Consejo Mandato                          | Vicepresidente del Consejo Mandato                          | Vicepresidente del Consejo Mandato |
| -------------------------- | -------- | ---------------------------------- | ----------------------------------------------------------- | ----------------------------------------------------------- | ---------------------------------- |
| Provisional (guerra civil) | Olazarán | 1.º                                | Alfonso Orallo 8 de febrero de 1937 21 de noviembre de 1937 | Alfonso Orallo 8 de febrero de 1937 21 de noviembre de 1937 |                                    |

### Vicepresidentes de Cantabria
Si bien Cantabria se estableció como comunidad autónoma en 1982, la figura del vicepresidente no fue creada hasta 1984, en la I legislatura. Desde entonces, nueve personas han ocupado el cargo de vicepresidente. El primer vicepresidente fue Ambrosio Calzada entre 1984 y 1985; el que menos tiempo ocupó el cargo fue Lucas Martínez, estando poco más de seis meses en el cargo; y, la que más tiempo fue Dolores Gorostiaga, manteniéndose casi ocho años en el puesto. Actualmente no hay vicepresidente.
| Legislatura | Gobierno                        | Vicepresidente de Cantabria Mandato | Vicepresidente de Cantabria Mandato                           | Vicepresidente de Cantabria Mandato                                 | Vicepresidente de Cantabria Mandato                                 |
| ----------- | ------------------------------- | ----------------------------------- | ------------------------------------------------------------- | ------------------------------------------------------------------- | ------------------------------------------------------------------- |
| Provisional | Rodríguez I                     | Cargo inexistente                   | Cargo inexistente                                             | Cargo inexistente                                                   |                                                                     |
| I (1983)    | Rodríguez II Díaz de Entresotos | Cargo inexistente                   | Cargo inexistente                                             | Cargo inexistente                                                   |                                                                     |
| I (1983)    | Rodríguez II Díaz de Entresotos | 1.º                                 | Ambrosio Calzada 5 de abril de 1984 29 de octubre de 1985     | Ambrosio Calzada 5 de abril de 1984 29 de octubre de 1985           |                                                                     |
| I (1983)    | Rodríguez II Díaz de Entresotos | Cargo inexistente                   |                                                               |                                                                     |                                                                     |
| I (1983)    | Rodríguez II Díaz de Entresotos | 2.º                                 | Lucas Martínez 23 de diciembre de 1985 11 de julio de 1986    | Lucas Martínez 23 de diciembre de 1985 11 de julio de 1986          |                                                                     |
| I (1983)    | Rodríguez II Díaz de Entresotos | Cargo inexistente                   |                                                               |                                                                     |                                                                     |
| II (1987)   | Hormaechea I Blanco             |                                     |                                                               |                                                                     |                                                                     |
| II (1987)   | Hormaechea I Blanco             | 3.º                                 | José Luis Vallines 13 de diciembre de 1990 8 de julio de 1991 | José Luis Vallines 13 de diciembre de 1990 8 de julio de 1991       |                                                                     |
| III (1991)  | Hormaechea II                   | 4.º                                 | Roberto Bedoya 8 de julio de 1991 30 de septiembre de 1992    | Roberto Bedoya 8 de julio de 1991 30 de septiembre de 1992          |                                                                     |
| III (1991)  | Hormaechea II                   | Cargo inexistente                   |                                                               |                                                                     |                                                                     |
| IV (1995)   | Sieso I                         | 5.º                                 |                                                               | Miguel Ángel Revilla 24 de julio de 1995 3 de julio de 2003         | Miguel Ángel Revilla 24 de julio de 1995 3 de julio de 2003         |
| V (1999)    | Sieso II                        | 5.º                                 |                                                               | Miguel Ángel Revilla 24 de julio de 1995 3 de julio de 2003         | Miguel Ángel Revilla 24 de julio de 1995 3 de julio de 2003         |
| VI (2003)   | Revilla I                       | 6.ª                                 |                                                               | Dolores Gorostiaga 3 de julio de 2003 29 de junio de 2011           | Dolores Gorostiaga 3 de julio de 2003 29 de junio de 2011           |
| VII (2007)  | Revilla II                      | 6.ª                                 |                                                               | Dolores Gorostiaga 3 de julio de 2003 29 de junio de 2011           | Dolores Gorostiaga 3 de julio de 2003 29 de junio de 2011           |
| VIII (2011) | Diego                           | 7.ª                                 |                                                               | María José Sáenz de Buruaga 29 de junio de 2011 10 de julio de 2015 | María José Sáenz de Buruaga 29 de junio de 2011 10 de julio de 2015 |
| IX (2015)   | Revilla III                     | 8.ª                                 |                                                               | Eva Díaz Tezanos 10 de julio de 2015 8 de julio de 2019             | Eva Díaz Tezanos 10 de julio de 2015 8 de julio de 2019             |
| X (2019)    | Revilla IV                      | 9.º                                 |                                                               | Pablo Zuloaga 8 de julio de 2019 10 de julio de 2023                | Pablo Zuloaga 8 de julio de 2019 10 de julio de 2023                |
| XI (2023)   | Sáenz de Buruaga                | Cargo inexistente                   | Cargo inexistente                                             | Cargo inexistente                                                   |                                                                     |